# Stéphan Perreau
Pour les articles homonymes, voir Perreau.
Stéphan Perreau, né en 1969, est un musicien et historien français. 

## Biographie
Titulaire d'une maîtrise d'histoire de l'art et d'histoire moderne, il a étudié à l'Université de Rouen, Bordeaux III et Toulouse-Le Mirail. Il est spécialiste du peintre Hyacinthe Rigaud auquel il a consacré une monographie publiée en 2004 nommée au prix SNA du livre d'art.
Flûtiste et joueur de viole de gambe, diplômé du conservatoire national de région de Toulouse, il a participé au renouveau du compositeur Joseph Bodin de Boismortier grâce à une étroite collaboration avec Hervé Niquet qui a débouché sur la représentation à l'Opéra Comique de Don Quichotte chez la Duchesse, sur un livret de Favart. Il a consacré deux enregistrements à Boismortier ainsi qu'une monographie, la première sur ce compositeur, en 2001 (Prix des Muses).
Depuis juin 2010, Stéphan Perreau tient un blog d'actualité, « Hyacinthe Rigaud le blog », traitant de l'actualité des ventes concernant cet artiste et publiant des articles thématiques.
En 2013, il publie le catalogue raisonné et concis de toute l'œuvre de Rigaud de manière inédite. En 2016, ce catalogue papier se mute en un site catalogue interactif, permettant une mise à jour constante des nouvelles découvertes ou des rectificatifs à apporter aux publications récentes.
À partir de 2012, il élabore le catalogue de l'œuvre de Jean Ranc (plus de 180 œuvres retrouvées), sujet de la thèse de doctorat d'histoire de l'art qu'il a soutenue en décembre 2022 à l'université de Montpellier.
Depuis le 7 avril 2017, Stéphan Perreau travaille également sur le peintre français Eugène Ernest Hillemacher (1818-1887), brillant élève de Coignet, en collaboration avec les descendants directs du peintre et de différentes collectionneurs.
Au début de l'année 2020, Stéphan Perreau a été, aux côtés de Michel Hilaire, directeur du musée Fabre, et de Pierre Stépanoff, conservateur, commissaire associé aux recherches et à l'organisation de l'exposition « Jean Ranc, un Montpellierain à la cour des rois », tenue jusqu'au 29 juin 2020. Une expérience numérique exceptionnelle permet de continuer à visiter l'exposition encore aujourd'hui grâce à une interface dédiée : https://museefabre.extraart.fr/
En novembre 2024, à la suite de sa redécouverte de l'inventaire après décès inédit du flûtiste Michel Blavet, et lors d'une soirée musicale dédiée au compositeur, il anime une « conférence » à l'auditorium du conservatoire de Besançon. La soirée, proposée par la Société d’Émulation du Doubs, est réalisée en partenariat avec l'Université ouverte de Besançon, l'association Renaissance du Vieux Besançon et le CRR Grand Besançon Métropole. En mars 2025, dans les « mémoires de la Société d'Emulation du Doubs », il publie une étude sur Blavet et sa famille au travers de leurs inventaires retrouvés. 
L'année 2025 verra la réédition de sa monographie sur Boismortier, dans une version, remaniée, corrigée et augmentée de ses découvertes faites depuis 2001.

## Principales publications
- 2001 : Joseph Bodin de Boismortier (1689-1755), un musicien lorrain-catalan à la cour des Lumières, Les Presses du Languedoc, Montpellier, 2001, 240 p. L'ouvrage est le reflet du travail en troisième cycle de musicologie dans le cadre du diplôme de fin d'année du CEPMA, conservatoire de musique ancienne du conservatoire de Toulouse en cycle de professionnalisme. Il est réalisé sous la direction de Jean-Christophe Maillard. Il est publié à la demande de Jacques Merlet, musicologue et critique musical à France musique pour sa nouvelle collection de monographies.
- 2004 : Hyacinthe Rigaud (1659-1743), le peintre des rois (préf. Xavier Salmon), Montpellier, Les Nouvelles Presses du Languedoc, 2004, 254 p. (ISBN 285998285X) Commande conjointe du musée de Perpignan et de la municipalité en la personne de Marie Costa qui soutiennent le livre par l'achat d'exemplaires pour la vente au musée. Le Livre est nommé au prix SNA du livre d'art pour l'année 2004.
- 2007 : Jan Dismas Zelenka (1679-1745), Bleu Nuit éditeur, Paris, 2007, 176 p[9]. L'ouvrage est une commande de l'éditeur.
- 2011 : « Alphonse Hippolyte Joseph Leveau, un représentant de l'académisme bourgeois », Les Cahiers d'Histoire de l'art, no 9, Voulangis, 2011, p. 77-87.
- 2011 : « Un portrait de Claude Deshaies-Gendron au musée de Chantilly », Bulletin des Amis du musée Condé, no 68. Octobre 2011, p. 50-55.
- 2012 : « Les années parisiennes de Jean Ranc », L'Estampille-l'Objet d'art, no 475, janvier 2012, p. 38-47.
- 2013 : Hyacinthe Rigaud (1659-1743), catalogue concis d'œuvre, Montpellier, Les Nouvelles Presses du Languedoc, 2013, 400 p. (ISBN 978-2354140977)[10]
- 2020 : Jean Ranc, un Montpelliérain à la cour des rois, Montpellier, Silvana Éditoriale, 2020, 319 p. (ISBN 9788836644162)
- 2024 : « Joseph Bodin, sieur de Boismortier à la Gastinellerye. Nouvel éclairage sur un maître de musique à Paris », Le Pays lorrain, vol. 105, no 4,‎ 2024, p. 978-982 (présentation en ligne).
- 2024 : « L’inventaire après décès de Michel Blavet (1700-1768), musicien ordinaire du roi »,hal-04860982 : Édition critique des inventaires inédits du musicien, de sa femme et de son fils ainé.
- 2025 : « L'inventaire après décès de Michel Blavet (1700-1768), musicien ordinaire du roi », Mémoires de la Société d'Émulation du Doubs, Nouvelle série, n°66-5, p.126-153.

## Discographie
- Joseph Bodin de Boismortier : sonates à deux flûtes sans basse (ffff Télérama, 5 de Goldberg, Disque de l'année Goldberg, Choix de Mezzo, Recommandé par Classica). Arion, ref. ARN63758.
- Pierre Danican Philidor : trois trios pour Hyacinthe Rigaud, ensemble Les Barricades Mystérieuses[11], Pierre Vérany, ref. PV700036.
- Joseph Bodin de Boismortier : variations en mineur pour flûte traversière seule (10 de Classica, **** du Monde de la Musique). Pierre Vérany, ref. PV702111.